# Alejandro Rodríguez López
Alejandro Rodríguez López (Albacete, España, 17 de junio de 1964) es un futbolista español retirado, que jugaba en la posición de lateral derecho.

## Trayectoria deportiva
Alejandro Rodríguez dio sus primeros pasos profesionales en el club de su ciudad, el Albacete Balompié, en el que debutó en la temporada 1983/84, y donde permaneció hasta la temporada 1986/87, cuando fue cedido a la A.P. Almansa, donde estuvo media temporada, regresando al Albacete Balompié, donde jugaría el resto de ese año y la temporada 1987/88. 
Su buen hacer no pasó desapercibido para clubes de superior categoría, y el CD Castellón de Segunda División se hizo con sus servicios. En la ciudad castellonense permaneció dos temporadas (1988/89 y 1989/90), logrando respectivamente el ascenso a Primera División y la permanencia, y dejando un grato recuerdo.
Posteriormente, jugaría en el Real Burgos CF, las temporadas 1990/91, 1991/92 y 1992/93, y tras descender el club burgalés volvió al Albacete Balompié donde jugó las temporadas 1993/94 y 1994/95, para posteriormente colgar las botas en el Hellín Deportivo.
Es recordado por los hinchas del Real Burgos por un gol en el Camp Nou de Barcelona que fue calificado como uno de los mejores de la temporada 1991/92.
- Datos: Q8194202